# Landmeerse Loop
De Landmeerse Loop of Landmeersche Loop is een zijbeek van de Aa.
Hoewel de beek slechts een lengte heeft van 7,9 km en volledig is gekanaliseerd heeft hij een belangrijke cultuurhistorische waarde. Hij was namelijk tot het einde van de 18e eeuw de grensbeek tussen de Rijksheerlijkheid Gemert en het Land van Ravenstein. Dit had consequenties voor de godsdienstvrijheid. Hoewel deze voor beide gebieden gold mochten in Gemert, buiten de Duitse Orde, geen kloostergemeenschappen bestaan met meer dan vijf leden. Dit bracht de Broeders Penitenten er in 1742 toe om vanuit Handel naar het grondgebied van Boekel te verhuizen, alwaar Huize Padua werd gesticht. Het latere psychiatrisch ziekenhuis ligt dan ook direct ten noorden van dit nietige waterloopje dat ook nu nog de grens markeert tussen de gemeenten Boekel en Gemert-Bakel.
De Landmeerse Loop ontspringt tegenwoordig uit een slotennet aan de Middenpeelweg en loopt kaarsrecht in westelijke richting langs Huize Padua. Daar doorkruist hij de dekzandrug en loopt over enkele honderden meters niet-gekanaliseerd door het reliëfrijke bos, om vervolgens, opnieuw gekanaliseerd, nog langs Esdonk uiteindelijk in de Aa uit te monden.